# James Turner Morehead (Unternehmer)

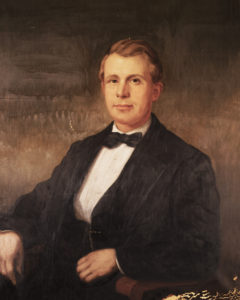
James Turner Morehead

James Turner Morehead (* 5. August 1840 in Greensboro, North Carolina; † 19. April 1908) war ein US-amerikanischer Unternehmer und Politiker.
Er war der Sohn des Gouverneurs von North Carolina, John Motley Morehead, und studierte von 1857 bis 1861 an der University of North Carolina. Danach diente er als konföderierter Offizier als Leutnant in der 5. North Carolina Cavalry und wurde am 11. Oktober 1863 bei Bristoe Station durch eine Kugel durch Mund und Nacken schwer verwundet. Im Dezember 1864 heiratete er in Greensboro und 1866 übernahm er nach dem Tod des Vaters die Familiengeschäfte (Landbesitz um Leakesville, wohin er zog, Mühlen mit Baumwollspinnerei und Wollfabrik) die er ausweitete mit Eisenbahnbau in der Wiederaufbauzeit nach dem Bürgerkrieg. Von 1870 bis 1874 saß er als Demokrat für zwei Wahlperioden im Senat von North Carolina.
Nach der Rezession der 1880er Jahre auf der Suche nach neuen Geschäftsfeldern begann er 1891 mit dem kanadischen Erfinder Thomas Willson in der Aluminiumproduktion tätig zu werden, wozu seine Wassermühlen die elektrische Energie lieferten. Dabei entdeckte Willson die Calciumcarbid-Herstellung in elektrischen Öfen (wichtig für Acetylen-Erzeugung für Beleuchtung und später Schweißen), die aber damals noch nicht genutzt werden konnte.  Die Aluminiumproduktion war nicht erfolgreich und führte 1893 in den Bankrott. 1894 gründete er die Electro-Gas Company, die das Acetylen als Stadtgas vermarkten sollten. Bald darauf gelang auch mit Willson die Entwicklung von Ferrochrom-Legierungen, die rechtzeitig zum Spanisch-Amerikanischen-Krieg für Panzerplatten Verwendung fanden und Morehead Wohlstand brachten. Er erwarb Wasserkraftanlagen in West Virginia. Aus dem Calciumcarbid-Geschäft entstand unter seinem Sohn John Motley Morehead III die Weltfirma Union Carbide.
Er hatte einen Sohn und vier Töchter.